# Underrättelsebataljonen (Norge)
Underrättelsebataljonen (EBN) (norska: Etterretningsbataljonen) är ett underrättelseförband av bataljons storlek i Norges armé. Underrättelsebataljonen ligger i Setermoens garnison i Bardu kommun, Troms fylke och består av fem underavdelningar. Bataljonen tillhörde tidigare Brigade Nord 
I likhet med Telemarks bataljon består Underrättelsebataljonen i huvudsak av anställd personal, det finns emellertid ett mindre antal värnpliktiga. Den samlade personalstyrkan uppgår till cirka 200 man. 

## Organisation
Bataljonen består av fem underavdelningar:
- Produksjon- og analyseseksjonen är bataljonens bearbetningssektion som har till uppgift att bearbeta inhämtad information till underrättelser som kan utgöra grund för planering och beslutsunderlag.
- Fjernoppklaringseskadronen är bataljonens spaningskompani som har till uppgift att inhämta information genom fast och rörlig spaning samt rekognosering.[4]
- Etterretning- og sikkerhetseskadronen är bataljonens underrättelse- och säkerhetskompani med uppgift att inhämta information genom personbaserad inhämtning (HUMINT).
- Elektronisk krigføringskompani är bataljonens telekrigkompani som bedriver signalspaning.
- Støtteeskadronen är bataljonens stabs- och trosskompani.